# 小雷比察
50°57′6″N 35°12′46″E / 50.95167°N 35.21278°E
小雷比察（烏克蘭語：Мала Рибиця）是位於烏克蘭東北部的村莊，由蘇梅州蘇梅區的米罗皮利亚市镇負責管轄。該村處於雷比察河右岸，距離大雷比察5公里，海拔高度139米，2001年人口494。